# Vlag van Tubbergen

Vlag van de gemeente Tubbergen

De vlag van Tubbergen is op 25 november 1963 bij raadsbesluit vastgesteld als de gemeentelijke vlag van de gemeente Tubbergen in de Nederlandse provincie Overijssel. 

## Beschrijving
Een blauwe achtergrond met drie gele bergen, geplaatst twee en een.
De bergen zijn een sprekend element dat ook in de heraldische linkerhelft van het gemeentewapen voorkomt. De kleuren zijn ontleend aan het wapen, waarbij vermoedelijk om esthetische redenen is gekozen voor een blauwe achtergrond in plaats van de zwarte op het wapen.